# Trichostrongylus
Nemátodos parasitarios; de 5 a 8 mm, poseen un esófago claviforme y espículas cortas, gruesas y retorcidas.

## Especies
- Trichostrongylus axei: Parásito bovino,caprino y ovino.
- Trichostrongylus colubriformis: Parásito de rumiantes, logomorfos, porcinos, caninos, conejos
- Trichostrongylus vitrinus: Parásito de pequeños rumiantes.
- Trichostrongylus capricola: Parásito de cabras y ocasionalmente de ovejas.

- Datos: Q2066824
- Multimedia: Trichostrongylus / Q2066824
- Especies: Trichostrongylus